# Ulla-Bella Fridh
Ulla-Bella Fridh, artistnamn Ulla-Bella, fullständigt namn Anna Ulla-Britt Fridh-Gabrielsson, född 9 december 1929 i Stockholm, död 27 oktober 1993 i Uppsala, var en svensk skådespelare och sångare.

## Biografi
Ulla-Bella Fridh var dotter till köpman Arvid Fridh och Margit Nilsson och inledde sin karriär som konståkare i Gustaf Wallys isrevy 1947. Hon studerade vid Göteborgs stadsteaters elevskola 1949–1952 och filmdebuterade 1951 i Arne Mattssons Hon dansade en sommar.
Åren 1952–1954 spelade hon revy hos Karl Gerhard; det var för övrigt han som gav henne artistnamnet Ulla-Bella. Revykarriären fortsatte hos Knäppupp och hos Hagge Geigert på Lisebergsteatern i Göteborg.
Hon hade flera stora framgångar som grammofonartist, inte minst tillsammans med Owe Thörnqvist; deras duetter Anders och Brita och Titta Titta blev stora succéer och belönades med guldskiva. Tillsammans med Thörnqvist gjorde hon även succé i folkparkerna. Som solosångerska hade hon skivframgångar med bland annat Hugo Alfvéns Roslagsvår (1956/1957) och Bondbröllop (1960).
Sitt genombrott som soloartist fick hon 1959 då hon framträdde i TV-programmet Storstugan. Hon gifte sig 1962 med Jan Gabrielsson, och tillsammans gjorde de TV-serien Söndagsbilagan. 1964–1980 var Fridh engagerad vid Upsala stadsteater. Hon turnerade med Riksteatern och medverkade i TV-produktioner som Mor gifter sig och Katitzi.
Ulla-Bella Fridh och maken Jan Gabrielsson är begravda på Uppsala gamla kyrkogård.

## Filmografi
- 1951 – Hon dansade en sommar
- 1952 – För min heta ungdoms skull
- 1953 – Vingslag i natten
- 1953 – Det var dans bort i vägen
- 1954 – Åsa-Nisse på hal is
- 1954 – Taxi 13
- 1954 – Skrattbomben
- 1954 – Östermans testamente
- 1954 – Förtrollad vandring
- 1955 – Åsa-Nisse ordnar allt
- 1955 – Vildfåglar
- 1956 – Den tappre soldaten Jönsson
- 1956 – Het är min längtan
- 1956 – Nattbarn
- 1957 – Far till sol och vår
- 1958 – Skuggan av en man
- 1960 – Av hjärtans lust
- 1978 – Bomsalva
- 1979 – Albert & Herbert (TV-serie)
- 1979 – Mor gifter sig (TV-serie)
- 1979 – Katitzi (TV-serie)
- 1980 – Sinkadus (TV-serie)
- 1981 – Fem dagar i december (TV-serie)

## Teater

### Roller
| År   | Roll          | Produktion                                   | Regi            | Teater                   |
| ---- | ------------- | -------------------------------------------- | --------------- | ------------------------ |
| 1952 | Annie Jacquet | Pappa, mamma, barn André Roussin             | Per Gerhard     | Vasateatern              |
| 1952 | Guri Elfström | I kväll i Samarkand Jacques Deval            | Per Gerhard     | Vasateatern              |
| 1953 | Jane          | Dårskapens timme Anna Bonacci                | Per Gerhard     | Vasateatern              |
| 1954 |               | Oh, mein Papa Erik Charell och Paul Burkhard | Hansjörg Boeger | Södra Teatern            |
| 1965 | Medverkande   | Teater-Cabaret                               | Bo Forsberg     | Parkteatern              |
| 1965 |               | De vassa palmerna Elsa Grave                 | Anita Blom      | Upsala-Gävle stadsteater |
| 1975 |               | Prästkappan Sven Delblanc                    | Ulf Fredriksson | Upsala-Gävle stadsteater |

### Webbkällor
- Ulla-Bella Fridh på Svensk Filmdatabas